# Arai Ikunosuke
Pour les articles homonymes, voir Arai (homonymie) et Ikunosuke.
Arai Ikunosuke est un nom japonais traditionnel ; le nom de famille (ou le nom d'école), Arai, précède donc le prénom (ou le nom d'artiste).
Arai Ikunosuke (荒井 郁之助, 12 juin 1836-19 juillet 1909) est un samouraï japonais de la fin de l'époque d'Edo. Ministre de la Marine de la république d'Ezo, il est célèbre pour avoir été le premier directeur de l'agence météorologique du Japon. Il est également appelé « Akinori » (顕徳) ou « Akiyoshi » (顕理).

## Premières années
Arai Ikunosuke est né dans le quartier de Tedai-cho à Edo, près du Yushima Seidō. Il est le fils du gokenin Tokugawa, Seibei Arai. Il a commencé à apprendre les classiques chinois à l'âge de 7 ans, et suivant les recommandations de son oncle, commença à étudier à l'âge 12 ans le maniement de l'épée (Jikishin kage-ryu et Shingyoto-ryu), le tir à l'arc et l'équitation. À 14 ans, il entre à l'académie Shōheizaka, et à 18 ans, il commence à étudier l'artillerie occidentale. Il commence sa carrière au sein du shogunat à l'âge de 20 ans, entamant des études hollandaises (rangaku), et devenant instructeur au centre d'entraînement naval de Nagasaki.

## Années 1860
Après des études de mathématiques, de voile et de navigation, Arai a été nommé directeur du centre d'entraînement naval en 1862. Cependant, il a été réaffecté à l'académie militaire du shogunat (kobusho) en 1864, où il travailla avec Keisuke Ōtori, apprenant la tactique d'infanterie française à Yokohama en 1865.

## Guerre de Boshin
En 1868, pendant la guerre de Boshin de la restauration de Meiji, Arai est devenu capitaine dans la marine shogunale, il a quitté le port de Shinagawa avec Takeaki Enomoto lors de la chute d'Edo. Se réfugiant à Hokkaidō, il est devenu ministre de la Marine de la nouvelle république d'Ezo, il participa à la bataille de la baie de Miyako et à la bataille de la baie de Hakodate où les forces d'Ezo furent défaites, et Arai a été mis en prison où il est resté en attendant son exécution.

## Ère Meiji
Gracié, Arai a travaillé avec Enomoto dans la mise en valeur des terres pendant un certain temps, avant de travailler dans une école d'agronomie, et de devenir le directeur d'une école pour femmes. Il est plus tard devenu directeur de l'agence météorologique centrale au cours de l'ère Meiji, et est devenu la première personne de Japon à photographier la couronne du soleil, pendant une éclipse solaire en 1887.
Plus tard, avec son vieux collègue Keisuke Ōtori, il a contribué à la revue Bakufu kyū en écrivant des articles sur son expérience des années 1860, ainsi que sur la marine de l'ancien shogunat.
Arai est mort du diabète en 1909, à l'âge de 73 ans.

## Source de la traduction
- (en) Cet article est partiellement ou en totalité issu de l’article de Wikipédia en anglais intitulé « Arai Ikunosuke » (voir la liste des auteurs).